# Куганакбашівська сільська рада
Куганакба́шівська сільська рада (рос. Куганакбашевский сельский совет) — муніципальне утворення у складі Стерлібашевського району Башкортостану, Росія. Адміністративний центр — село Куганакбаш.

## Населення
Населення — 844 особи (2019, 1005 в 2010, 1011 в 2002).

## Склад
До складу поселення входять такі населені пункти:
| Населений пункт        | Населення, осіб (2002) | Населення, осіб (2010) |
| ---------------------- | ---------------------- | ---------------------- |
| Куганакбаш, село       | 813                    | 835                    |
| Новоівановка, присілок | 11                     | 6                      |
| Юмагузіно, присілок    | 187                    | 164                    |